# Ралли, Иван Стефанович
Иван (Яннис, Джон) Стефанович Ралли (1785—1859) — меценат и благотворитель, глава торгового дома Ралли в Одессе, один из создателей Одесского пароходства.

## Биография
Родился 3 ноября 1785 года на острове Хиос в семье купца Стефана Ралли (1755, Хиос — 1827, Марсель). Когда в самом начале 1800-х годов Стефан Ралли приехал в Одессу, торговый оборот его фирмы составлял всего 150 тыс. рублей; через 20 лет — уже 1,5 млн. рублей. Семейное предприятие, основанное Стефаном Ралли, имело много филиалов по всей Европе; Одесское представительство было самым большим, им и стал руководить с 1828 года его старший сын Иван, приехавший в Одессу в 1822 году. Он был одновременно и американским консулом в Одессе, хотя и не являлся гражданином Америки.
В 1833 году И. С. Ралли стал одним из учредителей Одесского пароходства. В 1835 году он подал прошение властям о причислении его в одесское купечество (в 1836 году оборот фирмы Ралли составил 4 миллиона 323 тысячи рублей, уступив лишь крупнейшему в Российской Империи банкирскому дому «Людвиг Штиглиц и Ко») и предоставлении ему российского гражданства, которое и было в этом же году удовлетворено.
И. С. Ралли владел торговыми фирмами не только в различных частях России, но и в Англии (основанная в 1818 году, его лондонская контора просуществовала до 1961 года), Франции, Турции, Персии, Индии, Америке, придунайских княжествах и др. Предметом его бизнеса было не только зерно, но и многие другие товары, в том числе — шерсть, лён, текстиль.
В Одессе Ралли принадлежал ряд зданий и сооружений в самой престижной части. В 1848 году ему принадлежали: два дома и четыре магазина на Итальянской улице общей стоимостью 42 248 руб., старый патриархальный домик на Греческом базаре (3860 руб.), большой дом на Греческой улице (21 500 руб.), дача и флигель на Большом Фонтане (4571 руб.), да еще мелкие магазины на Преображенской и Большой Арнаутской улицах. К концу третьей четверти XIX столетия Ралли владели лучшими домостроениями: в том числе на Николаевском бульваре (гостиница «Лондонская»), на Дерибасовской, Ришельевской, Итальянской, Троицкой, Преображенской, на Александровской площади, в Театральном переулке. Дом семьи Ралли в стиле модерн и сегодня восхищает своей красотой архитектуры .
Семья Ралли активно участвовала в городском движении благотворительности и милосердия: супруга Ивана Ралли, Луиза Михайловна (Стефана Люция), уже в 1830-е годы состояла действительным членом первого в Одессе благотворительного предприятия — Женского общества призрения бедных.

## Семья
Единственный сын, Стефан Иванович Ралли (1818, Лондон — 1902), был соучредителем греческого благотворительного общества в Одессе (1861), основателем и председателем Одесского общества покровительства животным, открывшегося 21 декабря 1863 года. Ему принадлежала идея создания одной из первых в России лечебниц для животных. Продолжив дело отца, Стефан изменил направление коммерческой деятельности торгового дома с торговли зерном на торговлю железом. Как и его отец, пользовался уважением среди жителей города и был избран «почётным гражданином Одессы». Герб Ралли внесён в Часть 12 Сборника дипломных гербов Российского Дворянства, не внесенных в Общий Гербовник.
Внуки, Пётр и Павел Стефановичи Ралли, выпускники Новороссийского университета. Пётр служил в императорской гвардии в Санкт-Петербурге в чине капитана. Павел Ралли продолжил дело отца и деда; был крупным землевладельцем, собственником многих домов, большого сахарного завода; принимал активное участие в управлении городом, был президентом Одесского процентного банка и членом правления Одесского Учётного банка; с его смертью в 1911 году прекратил своё существование Одесский филиал торгового дома братьев Ралли.
С 1895 года на финансовые средства семьи Ралли в Новороссийском университете была учреждена стипендия имени Петра Стефановича Ралли.